# アーティフ・シャヘシュヘ
アーティフ・シャヘシュヘ（アラビア語: عاطف شحشوح、Aatif Chahechouhe、1986年7月2日 - ）は、モロッコとフランスのサッカー選手。モロッコ代表。ポジションはMF。

## クラブ歴

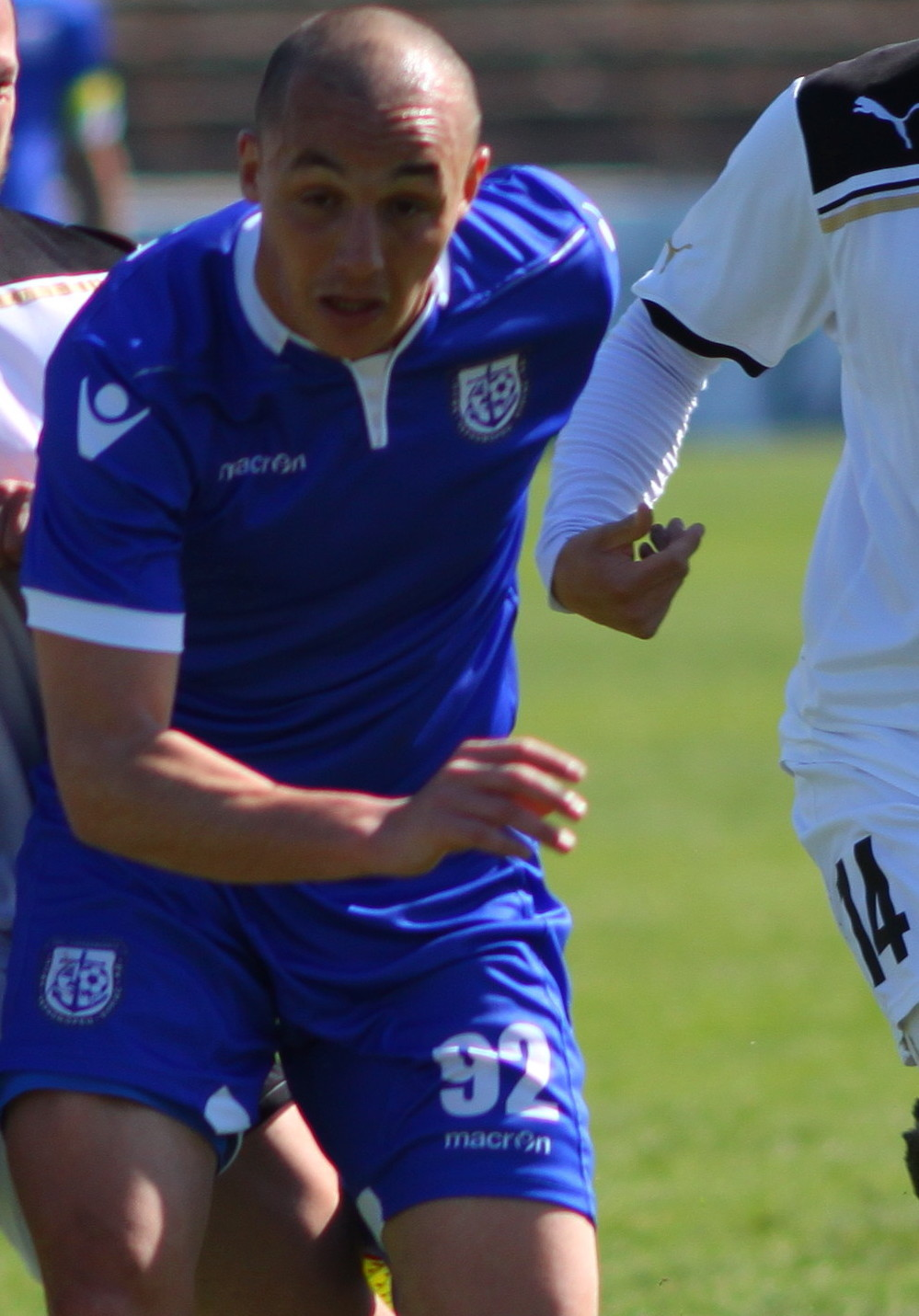
2012年3月、PSFKチェルノモレツ・ブルガスにて

フランスのフォントネー＝オー＝ローズでモロッコ人の両親の下に生まれ、2005年にラシン・クラブ・ド・フランスで選手となった。その後下部リーグのクラブを転々とし、2009年7月9日にASナンシーに加入。2010年4月24日にリーグ・アン初出場。
2012年1月にPSFKチェルノモレツ・ブルガスに移籍、15試合で10得点の活躍を見せたため、半年でスュペル・リグのスィヴァススポルに50万ユーロで移籍。2013-14シーズンには17得点をあげて得点王、クラブも5位につけてUEFAヨーロッパリーグへの出場権を獲得した。2016年にフェネルバフチェに移籍。

## 代表歴
2014年5月にモロッコ代表に初招集され、23日のモザンビーク代表との親善試合で代表初出場、初得点を記録した。

## 個人成績
2018年8月12日現在
代表での得点一覧
| No | 日附          | 場所                                   | 対戦相手     | 得点 | 結果 | 大会     |
| -- | ------------- | -------------------------------------- | ------------ | ---- | ---- | -------- |
| 1. | 2014年5月23日 | ファロ・エスタディオ・デ・サン・ルイス | モザンビーク | 3–0  | 4–0  | 親善試合 |

## タイトル
- スュペル・リグ得点王: 2013-14(18得点)